# Михримах-султанија (ћерка Мурата III)
Михримах-султанија (тур. Mihrimah Sultan) је била најстарија ћерка Мурата III и Сафије-султаније.

## Живот и смрт
Михримах-султанија је добила је част у име ћерке Сулејмана Величанственог, коју је њен отац веома поштовао. 
Неки историчари су раније погрешно нагађали да је рођена 1592. године, међутим, Османски регистар указује да је 1595. године, када јој је отац умро, била његово најстарије дете и најстарија ћерка, што и указује да је била ћерка Сафије-султаније. Рођена је најкасније 1565. године.
Михримах је, према извештајима амбасадора била погрбљена, што је довело до тога да први пут буде верена са 26 година у августу 1590. године за Сијавуш-пашу, мужа њене тек преминуле тетке Фатме-султаније. Речено је да је овај брак требао да учврсти Сијавуш-паши место Великог везира. Заруке су трајале до 1593. године, када је Сијавуш-паша коначно одбио да ожени Михримах. Ово одбијање је протумачено као увреда, где је након тога султанија Сафије ургирала да Сијавуш-паша био разрешен места Великог везира и пензионисан из политике.
Није познато да ли је Михримах-султанија била удавана током владавине свог брата Мехмета III.
Једини познат брак султаније Михримах одвио се 1604. године, када ју је братанић Ахмет I удао за коњушара Ахмед-пашу. Почетком 1610-их је преминула, а њен супруг је поновно ожењен њеном полусестром Фахрихан-султанијом 1613. године.
Умрла је у Истанбулу и сахрањена је у Аја Софији.